# Olympische Sommerspiele 1988/Teilnehmer (Südkorea)
| Gelbes Symbol für Goldmedaillen mit stilisierten Olympischen Ringen | Graues Symbol für Silbermedaillen mit stilisierten Olympischen Ringen | Braundes Symbol für Bronzemedaillen mit stilisierten Olympischen Ringen |
| ------------------------------------------------------------------- | --------------------------------------------------------------------- | ----------------------------------------------------------------------- |
| 12                                                                  | 10                                                                    | 11                                                                      |

Südkorea war Gastgeber der Olympischen Sommerspiele 1988 in Seoul. Die Nation ging mit einer Delegation von 401 Athleten (269 Männer und 132 Frauen) in 218 Wettkämpfen in 27 Sportarten ins Rennen. Fahnenträger bei der Eröffnungsfeier war der Judoka Cho Yong-chul.

## Teilnehmer nach Sportarten

### Basketball
| Männer - 9. Platz - Kader Lee Won-woo Choi Chul-kwon Lee Chung-hee Oh Seh-wong Yoo Jae-hak Lee Moon-kyu Kim Hyun-jun Hur Jae Kim Yoon-ho Park Jong-chun Kim Yoo-taek Han Ki-bum | Frauen - 7. Platz - Kader Lee Kum-jin Kim Mal-lyun Choi Kyung-hee Lee Hyung-sook Park Chan-mi Woo Eun-kyung Jeong Mi-kyeong Kim Hwa-soon Kim Hye-youn Park Chan-sook Sung Jung-a Cho Mun-chu |

### Bogenschießen
| Männer - Park Sung-soo Einzel: Silber Mannschaft: Gold - Chun In-soo Einzel: 4. Platz Mannschaft: Gold - Lee Han-sup Einzel: 10. Platz Mannschaft: Gold | Frauen - Kim Soo-nyung Einzel: Gold Mannschaft: Gold - Wang Hee-kyung Einzel: Silber Mannschaft: Gold - Yun Young-sook Einzel: Bronze Mannschaft: Gold |

### Boxen
Männer
- Oh Kwang-su
Halbfliegengewicht: 2. Runde

- Kim Kwang-sun
Fliegengewicht: Gold

- Byun Jung-il
Bantamgewicht: 2. Runde

- Lee Jae-hyuk
Federgewicht: Bronze

- Lee Gang-seok
Leichtgewicht: 2. Runde

- Jun Jin-chul
Halbweltergewicht: Achtelfinale

- Song Kyung-sup
Weltergewicht: Viertelfinale

- Park Si-hun
Halbmittelgewicht: Gold

- Ha Jong-ho
Mittelgewicht: 2. Runde

- Park Byung-jin
Halbschwergewicht: 1. Runde

- Baik Hyun-man
Schwergewicht: Silber

- Kim Yoo-hyun
Superschwergewicht: Viertelfinale

### Fechten
| Männer - Kim Seung-pyo Florett, Einzel: 24. Platz Florett, Mannschaft: 9. Platz - Go Nak-chun Florett, Einzel:42. Platz Florett, Mannschaft: 9. Platz - Kim Yong-kuk Florett, Einzel: 49. Platz Florett, Mannschaft: 9. Platz - Hong Yung-seung Florett, Mannschaft: 9. Platz - Lee Yung-rok Florett, Mannschaft: 9. Platz - Lee Sang-gi Degen, Einzel: 19. Platz Degen, Mannschaft: 7. Platz - Yun Nam-jin Degen, Einzel: 28. Platz Degen, Mannschaft: 7. Platz - Lee Il-hui Degen, Einzel: 50. Platz Degen, Mannschaft: 7. Platz - Jo Hui-je Degen, Mannschaft: 7. Platz - Yang Dal-sik Degen, Mannschaft: 7. Platz - Lee Byung-nam Säbel, Einzel: 28. Platz Säbel, Mannschaft: 11. Platz - Kim Sang-uk Säbel, Einzel: 33. Platz Säbel, Mannschaft: 11. Platz - Lee Uk-jae Säbel, Einzel: 36. Platz Säbel, Mannschaft: 11. Platz - Lee Hyun-su Säbel, Mannschaft: 11. Platz - Lee Hyo-keun Säbel, Mannschaft: 11. Platz | Frauen - Tak Jeong-im Florett, Einzel: 12. Platz Florett, Mannschaft: 8. Platz - Sin Seong-ja Florett, Einzel: 13. Platz Florett, Mannschaft: 8. Platz - Park Eun-hui Florett, Einzel: 44. Platz Florett, Mannschaft: 8. Platz - Kim Jin-sun Florett, Mannschaft: 8. Platz - Yun Jeong-suk Florett, Mannschaft: 8. Platz |

### Fußball
Männer
- Gruppenphase

- Kader
  - Tor

1 Cho Byung-deuk
20 Kim Poong-joo
  - Abwehr

2 Park Kyeong-hun
4 Cho Min-kook
5 Jung Yong-hwan
13 Nam Ki-young
17 Gu Sang-bum
18 Choi Yun-kyeom
  - Mittelfeld

3  Choi Kang-hee
6 Lee Tae-ho
12 Kim Pan-keun
16 Kim Joo-sung
19 Yeo Bum-kyu
  - Sturm

7 Noh Soo-jin
8 Chung Hae-won
9 Kim Yong-se
10 Choi Sang-kook
11 Byun Byung-joo
14 Choi Soon-ho
15 Kim Chong-kon

### Gewichtheben
Männer
- Chun Byung-kwan
Fliegengewicht: Silber

- Hwang In-dong
Fliegengewicht: 9. Platz

- Kim Gwi-sik
Bantamgewicht: 6. Platz

- Min Jun-gi
Federgewicht: 4. Platz

- Kim Gi-ung
Leichtgewicht: 16. Platz

- Park Tae-min
Leichtgewicht: DNF

- Kim Byung-chan
Mittelgewicht: 16. Platz

- Lee Hyung-kun
Leichtschwergewicht: Bronze

- Jun Byung-kuk
Mittelschwergewicht: 13. Platz

- Hwang U-won
I. Schwergewicht: 7. Platz

### Handball
| Männer - Silber - Kader Choi Suk-jae Kang Jae-won Kim Jae-hwan Koh Suk-chang Lee Sang-hyo Lim Jin-suk Noh Hyun-suk Oh Young-ki Park Do-hun Park Young-dae Shim Jae-hong Shin Young-suk Yoon Tae-il | Frauen - Gold - Kader Han Hyun-sook Ki Mi-sook Kim Choon-rye Kim Hyun-mi Kim Kyung-soon Lee Ki-soon Lim Mi-kyung Son Mi-na Song Ji-hyun Suk Min-hee Sung Kyung-hwa Kim Myung-soon |

### Hockey
| Männer - 10. Platz - Kader Song Suk-chan Kim Young-joon Kim Jong-kap Chung Boo-jin Chung Kye-suk Kim Jae-chun Kwon Soon-pil Mo Ji-young Ji Jae-kwan Kim Man-whe Han Jin-soo Lee Heung-pyo Hur Sang-young Park Jae-sik Yoo Seung-jin Shin Suk-kyun | Frauen - Silber - Kader Suh Kwang-mi Lim Kye-sook Park Soon-ja Suh Hyo-sun Kim Mi-sun Kim Soon-duk Kim Young-sook Han Ok-kyung Hwang Keum-sook Jin Won-sim Chun Eun-kyung Chung Sang-hyun Han Keum-sil Chang Eun-jung Choi Choon-ok Cho Ki-hyang |

### Judo
Männer
- Kim Jae-yup
Ultraleichtgewicht: Gold

- Lee Kyung-keun
Halbleichtgewicht: Gold

- Park Jung-hee
Leichtgewicht: 19. Platz

- Ahn Byeong-keun
Halbmittelgewicht: 20. Platz

- Kim Seung-gyu
Mittelgewicht: 7. Platz

- Ha Hyung-joo
Halbschwergewicht: 18. Platz

- Cho Yong-chul
Schwergewicht: Bronze

### Kanu
| Männer - Chun In-sik Kajak-Einer, 500 Meter: Halbfinale - Kim Dongsu Kajak-Einer, 1000 Meter: Hoffnungslauf - Byun Sang-su & Yun Gi-su Kajak-Zweier, 500 Meter: Hoffnungslauf - Chun In-sik & Park Cha-keun Kajak-Zweier, 1000 Meter: Hoffnungslauf - Kim Dongsu, Lee Yong-chul, Seo Kyung-suk & Yun Young-dae Kajak-Vierer, 1000 Meter: Hoffnungslauf - Jang Young-chul Canadier-Einer, 500 Meter: Halbfinale Canadier-Einer, 1000 Meter: Hoffnungslauf - Choi Chang-hwan & Park Kyung-chul Canadier-Zweier, 500 Meter: Hoffnungslauf Canadier-Zweier, 1000 Meter: Hoffnungslauf | Frauen - Kim Mi-ja Kajak-Einer, 500 Meter: Hoffnungslauf - Choi Sun-hyung & Lee Do-hui Kajak-Zweier, 500 Meter: Hoffnungslauf - Choi Sun-hyung, Jeong Mi, Kim Mi-ja & Lee Do-hui Kajak-Vierer, 500 Meter: Hoffnungslauf |

### Leichtathletik
| Männer - Cha Han-sik 3000 Meter Hindernis: Vorläufe - Kwon Seong-lak Marathon: DNF - Han Min-soo Kugelstoßen: 21. Platz in der Qualifikation - Hwang Hong-chul 400 Meter Hürden: Vorläufe 4 × 400 Meter: Vorläufe - Chang Jae-keun 200 Meter: Viertelfinale 4 × 100 Meter: Halbfinale - Jung Myong-oh 20 Kilometer Gehen: 49. Platz - Chung Pil-hwa 20 Kilometer Gehen: 46. Platz - Jo Hyeon-uk Hochsprung: 18. Platz in der Qualifikation - Cho Jin-saeng 1500 Meter: Vorläufe 4 × 400 Meter: Vorläufe - Kim Bock-sup 4 × 100 Meter: Halbfinale - Kim Chul-kyun Stabhochsprung: 16. Platz in der Qualifikation - Kim Jin-tae 110 Meter Hürden: Vorläufe - Kim Jon-il Weitsprung: 16. Platz in der Qualifikation - Kim Won-tak Marathon: 18. Platz - Kim Yeong-gil 5000 Meter: Vorläufe - Lee Kwang-ik Zehnkampf: 33. Platz - Lee Jae-bok Stabhochsprung: kein gültiger Versuch in der Qualifikation - Lee Joo-hyong Hammerwurf: 29. Platz in der Qualifikation - Lee Sang-geun 10.000 Meter: Vorläufe - Lee Wook-jong Speerwurf: 16. Platz in der Qualifikation - Min Se-hun Diskuswurf: 26. Platz in der Qualifikation - Park Young-jun Dreisprung: 24. Platz in der Qualifikation - Sung Nak-kun 4 × 100 Meter: Halbfinale - Shim Duk-sup 100 Meter: Viertelfinale 4 × 100 Meter: Halbfinale - Yoo Jae-sung Marathon: 31. Platz - Ryu Tae-keong 800 Meter: Vorläufe 4 × 400 Meter: Vorläufe - Yoon Nam-han 400 Meter: Vorläufe 4 × 400 Meter: Vorläufe | Frauen - Bang Shin-hye 100 Meter Hürden: Vorläufe - Choi Mi-sun Kugelstoßen: 23. Platz in der Qualifikation - Choi Se-beom 800 Meter: Vorläufe 4 × 400 Meter: Vorläufe - Lim Chun-ae 3000 Meter: Vorläufe 4 × 400 Meter: Vorläufe - Im Eum-joo Marathon: 37. Platz - Jeong Mi-ja 10.000 Meter: Vorläufe - Ji Jeong-mi Siebenkampf: 24. Platz - Kim Chun-hee Diskuswurf: 20. Platz in der Qualifikation - Kim Hee-sun Hochsprung: 8. Platz - Kim Mi-kyung Marathon: DNF - Kim Soon-ja 400 Meter Hürden: Vorläufe 4 × 400 Meter: Vorläufe - Lee Mi-ok Marathon: 15. Platz - Lee Yeong-sook 100 Meter: Vorläufe 4 × 100 Meter: Vorläufe - No Hye-sun 1500 Meter: Vorläufe - Park Mi-sun 4 × 100 Meter: Vorläufe - Park Sook-ja Weitsprung: 24. Platz in der Qualifikation - U Yang-ja 200 Meter: Vorläufe 4 × 100 Meter: Vorläufe - Yang Kyoung-hee 400 Meter: Vorläufe 4 × 400 Meter: Vorläufe - Yoo Chun-ok Speerwurf: 28. Platz in der Qualifikation - Yoon Mi-kyong 4 × 100 Meter: Vorläufe |

### Moderner Fünfkampf
Männer
- Kim Myung-gon
Einzel: 12. Platz
Mannschaft: 13. Platz

- Kang Kyung-hyo
Einzel: 13. Platz
Mannschaft: 13. Platz

- Kim Sung-ho
Einzel: 61. Platz
Mannschaft: 13. Platz

### Radsport
| Männer - An Uh-hyuk 4000 Meter Mannschaftsverfolgung: 18. Platz in der Qualifikation - Do Eun-chul Punktefahren: 19. Platz - Eom Yeong-seop Sprint: 2. Runde 1000 Meter Zeitfahren: 15. Platz - Jung Jum-sik 4000 Meter Mannschaftsverfolgung: 18. Platz in der Qualifikation - Jo Duk-haeng 100 Kilometer Mennschaftszeitfahren: 24. Platz - Kim Yong-kyu 4000 Meter Mannschaftsverfolgung: 18. Platz in der Qualifikation - Lee Jin-ok Straßenrennen: 85. Platz 100 Kilometer Mennschaftszeitfahren: 24. Platz - Park Hyun-kon Straßenrennen: 21. Platz 100 Kilometer Mennschaftszeitfahren: 24. Platz - Park Min-su 4000 Meter Einerverfolgung: 19. Platz in der Qualifikation 4000 Meter Mannschaftsverfolgung: 18. Platz in der Qualifikation - Sin Dae-chul Straßenrennen: 90. Platz - Yoo Byung-hun 100 Kilometer Mennschaftszeitfahren: 24. Platz | Frauen - Hong Yung-mi Straßenrennen: 49. Platz - Kim Kyung-suk Straßenrennen: 31. Platz - Kim Jin-yung Sprint: 2. Runde - No Yum-ju Straßenrennen: 37. Platz |

### Reiten
- Seo Jung-kyun
Dressur, Einzel: 10. Platz

- Sin Chang-mu
Dressur, Einzel: 10. Platz

- Kim Seung-hwan
Springen, Einzel: 45. Platz in der Qualifikation
Springen, Mannschaft: DNF

- Nam Kwan-uh
Springen, Einzel: 57. Platz in der Qualifikation
Springen, Mannschaft: DNF

- Mun Hyun-jin
Springen, Einzel: 62. Platz in der Qualifikation
Springen, Mannschaft: DNF

- Mun Eun-jin
Springen, Einzel: 63. Platz in der Qualifikation
Springen, Mannschaft: DNF

- Choi Myung-jin
Vielseitigkeitsreiten, Einzel: 17. Platz
Vielseitigkeitsreiten, Mannschaft: 7. Platz

- Park Dong-ju
Vielseitigkeitsreiten, Einzel: 28. Platz
Vielseitigkeitsreiten, Mannschaft: 7. Platz

- Park So-un
Vielseitigkeitsreiten, Einzel: 34. Platz
Vielseitigkeitsreiten, Mannschaft: 7. Platz

- Kim Hyung-chil
Vielseitigkeitsreiten, Einzel: DNF
Vielseitigkeitsreiten, Mannschaft: 7. Platz

### Rhythmische Sportgymnastik
Frauen
- Hong Sung-hui
Einzel. 29. Platz in der Qualifikation

- Kim In-wha
Einzel. 29. Platz in der Qualifikation

### Ringen
Männer
- Goun Duk-yong
Halbleichtgewicht, griechisch-römisch: 8. Platz

- Lee Jae-suk
Fliegengewicht, griechisch-römisch: Bronze

- Huh Byung-ho
Bantamgewicht, griechisch-römisch: 5. Platz

- An Dae-hyun
Federgewicht, griechisch-römisch: Bronze

- Kim Sung-moon
Leichtgewicht, griechisch-römisch: Silber

- Kim Young-nam
Weltergewicht, griechisch-römisch: Gold

- Kim Sang-kyu
Mittelgewicht, griechisch-römisch: Bronze

- Eom Jin-han
Halbschwergewicht, griechisch-römisch: 2. Runde

- Yoo Young-tae
Schwergewicht, griechisch-römisch: 6. Platz

- Lee Sang-ho
Halbfliegengewicht, Freistil: Rückzug vor 2. Runde

- Kim Jong-oh
Fliegengewicht, Freistil: 6. Platz

- Noh Kyung-sun
Bantamgewicht, Freistil: Bronze

- Kim Yun-man
Federgewicht, Freistil: 2. Runde

- Park Jang-soon
Leichtgewicht, Freistil: Silber

- Yoon Kyung-jae
Weltergewicht, Freistil: 7. Platz

- Han Myung-woo
Mittelgewicht, Freistil: Gold

- Kim Tae-woo
Halbschwergewicht, Freistil: Bronze

- Joe Byung-eun
Schwergewicht, Freistil: 8. Platz

- Ham Dug-won
Superschwergewicht, Freistil: 3. Runde

### Rudern
| Männer - Im Kyung-suk Einer: Hoffnungslauf - Hong Jae-ho, Lee Hyung-ki, Yun Nam-ho & Yun Yong-ho Vierer ohne Steuermann: Hoffnungslauf - Kang Man-ku, Jung Jae-won, Lee Tae-hwa, Park Sung-nae & Yang Kwang-jae Vierer mit Steuermann: Hoffnungslauf - Ko Kwang-sun, Ha Jin-sik, Hyun Sung-in, Im Jae-man, Jung Bu-young, Jung Kwang-su, Jung In-kyo, Kim Gap-sik & Lee Hong-keun Achter: 10. Platz | Frauen - Han Hye-sun & Jang Myung-hui Doppelzweier: 10. Platz - Gong Jung-bae & Lee Byung-in Zweier ohne Steuerfrau: 10. Platz - Kang Min-heung, Kuk In-suk, Lee Kwang-sun, Nam Sang-ran & Park Mi-jung Vierer mit Steuerfrau: 10. Platz |

### Schießen
| Männer - An Byung-kyun Luftgewehr: 7. Platz - Cha Young-chul Kleinkaliber, liegend: Silber - Kwak Jung-hun Kleinkaliber, liegend: 24. Platz - Kwon Taeg-yul Kleinkaliber, Dreistellungskampf: 21. Platz - Hong Seung-pyo Laufende Scheibe: 19. Platz - Im Jang-su Schnellfeuerpistole: 32. Platz - Lee Eun-chul Luftgewehr: 12. Platz Kleinkaliber, Dreistellungskampf: 28. Platz - Min Young-sam Luftpistole: 23. Platz Freie Pistole: 29. Platz - Park Jong-sin Luftpistole: 18. Platz - Yang Chung-yul Schnellfeuerpistole: 9. Platz | Offene Klasse - Byun Kyung-su Trap: 30. Platz - Kim Kun-il Trap: 25. Platz - Kim Ha-yun Skeet: 40. Platz - Park Chul-seung Trap: 15. Platz | Frauen - Bang Hyun-ju Luftpistole: 19. Platz - Bu Sun-hui Sportpistole: 27. Platz - Gang Hye-ja Luftgewehr: 12. Platz - Hong Young-ok Sportpistole: 28. Platz - Kim Young-mi Kleinkaliber, Dreistellungskampf: 30. Platz - Lee Hye-kyung Kleinkaliber, Dreistellungskampf: 23. Platz - Lee Mi-kyung Luftgewehr: 30. Platz - Park Jung-hui Luftpistole: 12. Platz |

### Schwimmen
| Männer - Kwon Sang-won 100 Meter Freistil: 55. Platz 200 Meter Freistil: 45. Platz 4 × 100 Meter Freistil: 17. Platz 4 × 200 Meter Freistil: 12. Platz 4 × 100 Meter Lagen: 21. Platz - Kwon Sun-keun 200 Meter Freistil: 54. Platz 400 Meter Freistil: 42. Platz 4 × 100 Meter Freistil: 17. Platz 4 × 200 Meter Freistil: 12. Platz - Lee Jae-su 200 Meter Lagen: 35. Platz 400 Meter Lagen: 28. Platz - Park Dong-pil 100 Meter Rücken: 40. Platz 200 Meter Rücken: disqualifiziert 4 × 100 Meter Lagen: 21. Platz - Park Young-chul 100 Meter Schmetterling: 38. Platz 200 Meter Schmetterling: 35. Platz 4 × 100 Meter Lagen: 21. Platz - Song Kwang-sun 50 Meter Freistil: 54. Platz 100 Meter Freistil: 57. Platz 4 × 100 Meter Freistil: 17. Platz 4 × 200 Meter Freistil: 12. Platz - Yang Gam 400 Meter Freistil: 39. Platz 1500 Meter Freistil: 34. Platz 4 × 100 Meter Freistil: 17. Platz 4 × 200 Meter Freistil: 12. Platz - Yun Ju-il 100 Meter Brust: 26. Platz 200 Meter Brust: 22. Platz 4 × 100 Meter Lagen: 21. Platz | Frauen - Han Young-hui 50 Meter Freistil: 34. Platz 100 Meter Freistil: 46. Platz 4 × 100 Meter Freistil: 13. Platz 4 × 100 Meter Lagen: 14. Platz - Hong Ji-hui 100 Meter Rücken: 30. Platz 200 Meter Rücken: 26. Platz 4 × 100 Meter Lagen: 14. Platz - Kim Eun-jung 100 Meter Freistil: 43. Platz 200 Meter Freistil: 37. Platz 4 × 100 Meter Freistil: 13. Platz - Kim Su-jin 100 Meter Schmetterling: 30. Platz 200 Meter Schmetterling: 20. Platz - Lee Hong-mi 4 × 100 Meter Freistil: 13. Platz 100 Meter Schmetterling: 26. Platz 4 × 100 Meter Lagen: 14. Platz - Park Ju-ri 50 Meter Freistil: 36. Platz 200 Meter Freistil: 39. Platz 4 × 100 Meter Freistil: 13. Platz - Park Sung-won 100 Meter Brust: 18. Platz 200 Meter Brust: 29. Platz 4 × 100 Meter Lagen: 14. Platz |

### Segeln
| Männer - Lee Han-im Windsurfen: 30. Platz - Park Gil-chul Finn-Dinghy: 25. Platz - Park Gi-chul & Sin Kwang-su 470er: 26. Platz | Offene Klasse - Park Byung-gi & Sim Kyu-hae Flying Dutchman: 22. Platz - Kim Gi-han & Oh Jong-yul Tornado: 16. Platz | Frauen - Han Jung-mi & Kim Hye-suk 470er: 21. Platz |

### Synchronschwimmen
Frauen
- Choi Jung-yun
Einzel: Vorrunde

- Ha Su-kyung
Einzel: 12. Platz
Duett: 11. Platz

- Kim Mi-Jin-Su
Einzel: Vorrunde
Duett: 11. Platz

### Tennis
| Männer - Kim Bong-soo Einzel: Achtelfinale Doppel: 1. Runde - Song Dong-wook Einzel: 1. Runde - Yoo Jin-sun Einzel: 1. Runde Doppel: 1. Runde | Frauen - Kim Il-soon Einzel: Achtelfinale Doppel: 1. Runde - Lee Jeong-myung Einzel: 2. Runde Doppel: 1. Runde |

### Tischtennis
| Männer - Yoo Nam-kyu Einzel: Gold Doppel: Bronze - Kim Ki-taik Einzel: Silber Doppel: 4. Platz - Ahn Jae-hyung Doppel: Bronze - Kim Wan Einzel: Gruppenphase Doppel: 4. Platz | Frauen - Hong Cha-ok Einzel: 8. Platz - Hyun Jung-hwa Einzel: Gruppenphase Doppel: Gold - Yang Young-ja Einzel: Gruppenphase Doppel: Gold |

### Turnen
| Männer - Park Jong-hoon Einzelmehrkampf: 25. Platz Boden: 30. Platz in der Qualifikation Pferd: Bronze Barren: 39. Platz in der Qualifikation Reck: 31. Platz in der Qualifikation Ringe: 52. Platz in der Qualifikation Seitpferd: 75. Platz in der Qualifikation - Joo Young-sam Einzelmehrkampf: 61. Platz in der Qualifikation Boden: 57. Platz in der Qualifikation Pferd: 58. Platz in der Qualifikation Barren: 50. Platz in der Qualifikation Reck: 38. Platz in der Qualifikation Ringe: 62. Platz in der Qualifikation Seitpferd: 81. Platz in der Qualifikation - Song Yoo-jin Einzelmehrkampf: 71. Platz in der Qualifikation Boden: 51. Platz in der Qualifikation Pferd: 26. Platz in der Qualifikation Barren: 69. Platz in der Qualifikation Reck: 58. Platz in der Qualifikation Ringe: 34. Platz in der Qualifikation Seitpferd: 86. Platz in der Qualifikation | Frauen - Bae Eun-mi Einzelmehrkampf: 33. Platz Mannschaftsmehrkampf: 10. Platz Boden: 70. Platz in der Qualifikation Pferd: 48. Platz in der Qualifikation Stufenbarren: 38. Platz in der Qualifikation Schwebebalken: 44. Platz in der Qualifikation - Han Kyung-im Einzelmehrkampf: 30. Platz Mannschaftsmehrkampf: 10. Platz Boden: 52. Platz in der Qualifikation Pferd: 63. Platz in der Qualifikation Stufenbarren: 24. Platz in der Qualifikation Schwebebalken: 20. Platz in der Qualifikation - Im Hye-jin Einzelmehrkampf: 59. Platz in der Qualifikation Mannschaftsmehrkampf: 10. Platz Boden: 60. Platz in der Qualifikation Pferd: 60. Platz in der Qualifikation Stufenbarren: 74. Platz in der Qualifikation Schwebebalken: 30. Platz in der Qualifikation - Kim Eun-mi Einzelmehrkampf: 83. Platz in der Qualifikation Mannschaftsmehrkampf: 10. Platz Boden: 77. Platz in der Qualifikation Pferd: 73. Platz in der Qualifikation Stufenbarren: 85. Platz in der Qualifikation Schwebebalken: 83. Platz in der Qualifikation - Kim Nam-ok Einzelmehrkampf: 59. Platz in der Qualifikation Mannschaftsmehrkampf: 10. Platz Boden: 45. Platz in der Qualifikation Pferd: 43. Platz in der Qualifikation Stufenbarren: 59. Platz in der Qualifikation Schwebebalken: 78. Platz in der Qualifikation - Park Ji-suk Einzelmehrkampf: 21. Platz Mannschaftsmehrkampf: 10. Platz Boden: 27. Platz in der Qualifikation Pferd: 43. Platz in der Qualifikation Stufenbarren: 28. Platz in der Qualifikation Schwebebalken: 30. Platz in der Qualifikation |

### Volleyball
| Männer - 11. Platz - Kader Choi Chon-sik Lee Sang-yul Chang Yun-chang Han Jang-sok Lee Seong-hui Kim Eun-sok Park Sam-yong Lee Myung-hak Kim Ho-chul Lee Chae-on Lee Jong-kyung Jung Eu-tak | Frauen - 8. Platz - Kader Park Mi-hee Kim Kyung-hee Kim Kui-soon Lim Hye-sook Yoo Young-mi Nam Soon-ok Yoon Chung-hye Park Bok-rye Kim Yoon-hye Sun Mi-sook Moon Sun-hee Ji Kyung-hee |

### Wasserball
Männer
- 12. Platz

- Kader
Lee Jung-suk
Chang Si-young
Kim Sung-eun
Yoo Seung-hoon
Kim Ki-choon
Kim Jae-yun
Choi Sun-young
Kim Kil-hwan
Kim Jin-tae
Song Seung-ho
Hong Soon-bo
Lee Taek-won
Park Sang-won

### Wasserspringen
| Männer - Lee Seon-gi Kunstspringen: 32. Platz in der Qualifikation Turmspringen: 26. Platz in der Qualifikation | Frauen - Kim Eun-hui Kunstspringen: 24. Platz in der Qualifikation Turmspringen: 20. Platz in der Qualifikation |